# Recabe (pai de Malquias)
Recabe (em hebraico: Rēkāb, da raiz para "carroça" ou "condutor") é um personagem bíblico do Antigo Testamento, mencionado como o pai de Malquias, rei de Bete-Haquerém. Possivelmente era descendente de Recabe, pai de Jonadabe.